# ブリエンツ
ブリエンツ（Brienz [briənts]）は、スイス・ベルン州にある基礎自治体（アインヴォーナー・ゲマインデ）。ブリエンツ湖の北岸、ブリエンツ・ロートホルンの麓に位置する。ブリエンツは静岡県島田市と姉妹村提携、ブリエンツ・ロートホルン鉄道は静岡県に路線を有する大井川鐵道と姉妹提携を結んでおり、スイス訪問中の皇太子徳仁親王が2014年6月にこの地を訪れた。

## 歴史
7世紀にアラマン族が定住したという証拠が発見されている。ブリエンツは1146年に初めて記録にあらわれ、様々な出来事の後1528年にブリエンツはベルン州の一部となっている。

## 経済
観光が主な産業となっている。また木彫でも知られており、1862年に設立された州立木彫学校は有名で、取引の際に尊重されている。

## 交通
- 鉄道
  - ツェントラル鉄道（ZB）（旧スイス国鉄ブリューニック線）ブリエンツ駅
  - ブリエンツ・ロートホルン鉄道（BRB）ブリエンツ駅
  - ギースバッハ・ケーブルカー

## みどころ

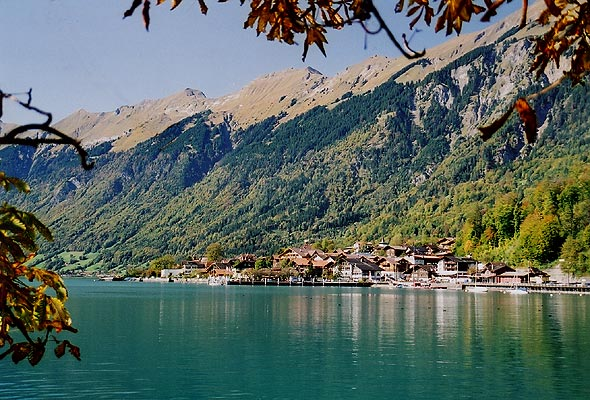
ブリエンツ湖から見たブリエンツの風景

- 第一次世界大戦中の困難な時期に、村から湖畔へ向かう散歩道が造られ、現在ではブリエンツが誇る最も美しい場所の一つとなっている。壮大な花壇と木々に囲まれ、交通機関に邪魔されることもなく、落ち着いて散歩を楽しむことが出来る。
- ブリエンツ・ロートホルンへ登る蒸気機関車の登山鉄道であるブリエンツ・ロートホルン鉄道。
- スイス中の、数世紀の歴史をもつ建物を100近く集めたバレンベルク屋外博物館。
- ギースバッハ滝と、ブリエンツ湖畔から「グランドホテル・ギースバッハ」へ結ぶ1879年開業の歴史的なケーブルカーギースバッハ・ケーブルカー。
- 毎年10月上旬に行われる迫力満点のエアショー、フリーゲルデモンストラチオン・アクサルプを、すぐ近くのエーベンフルー射撃演習場で見学することができる。

## 姉妹都市
- 静岡県榛原郡金谷町、日本（現:島田市、1996年8月10日締結）
- トリャヴナ、ブルガリア